# Komanči
Comanche.- Pleme američkih Indijanaca nastanjeno to
Tijekom 19. stoljeća u južnim prerijama zapadnog Teksasa, danas žive u Oklahomi s plemenima Kiowa i Kiowa Apache. Komanči po jeziku pripadaju porodici Juto-astečki (jezična porodica), točnije grani pravih Šošona.

## Ime
Komanči sami sebe nazivaju Ne'me ne,  Nimenim ili  Nüma, što znači "ljudi". Razna plemena su ih različito nazivala, obično imenom koji označava neprijatelja, tako su ih Navaho Indijanci zvali Na'`lani prevedeno "brojni stranci" ili možda "brojni neprijatelji", ali oni su tako nazivali i sva ostala prerijska plemena. Dolaskom na južne prerije oni su Navahima bili strani narod i nipošto prijateljski raspoloženi.  Pleme Wichita nazivalo ih je Na'taa,  u značenju 'zmije' ili ‘neprijatelji’;  ime Nar-a-tah, kod Waco Indijanaca i Na'nita kod plemena Kichai, obadva plemena srodni su Wichitama, pa i njihovi nazivi svakako imaju isto značenje. Zmija je kod gotovo svih sjevernoameričkih plemena uobičajeni naziv za neprijatelja, sjetimo se i da ime Iroquois znači 'male zmije (ili) guje'.  Svi ovi nazivi nastali su još dok Comanche nisu ušli u savez s Apačima i Kiowama. Kiowe su ih također nazivali 'zmijskim ljudima' (=snake men) ili 'narodom reptila' (=reptile people), to jest Bo'dalk' ińago, ili drugim imenom Gyai'-ko, što znači doslovce ‘neprijatelj’. Kod drugog poznatog prerijskog plemena Cheyenne naziv je opet vezan uz zmiju, a bio je "ljudi zmije" ili u njihovom jeziku Shishinówutz-hitä'neo.  Najjužnije pleme koje je s njima, čini se zbog imena, imalo posla, bili su Comecrudo Indijanci koji njih ali i ostala ratoborna plemena nazivali Selakampóm. Značenje nije poznato, ali se vjerojatno ne razlikuje mnogo od gore navedenih.  Ostali nazivi za njih bili su: Máhana (Indijanci Taos),  Mahán (kod Isleta). Indijanci Jicarilla zvali su ih ‘ljudi’ (Indá). Pleme Arapaho za njih je imalo mnogo ljepše ime "oni s mnogo konja" (Ca'-tha). Komanči su sa sjevera Wyominga i Nebraske, odvojivši se od Wind Rivera, prodrli na konjima na južne prerije, gdje su zaslužili naziv ‘Gospodari Južnih Ravnica’ koji i danas stoji zapisan na njihovoj plemenskoj zastavi. 
Samo ime Comanche, vjerojatno je iz jezika 'Miroljubivih' (Hopi Indijanaca) koji glasi Kománchi, što bi se moglo prevesti kao 'uvojak skalpa', i to od kopá 'tjeme' i mánchi 'uvojak'.

## Bande
Šošoni osamnaestog i devetnaestog stoljeća bili su podijeljeni po kulturno srodnim ali politički nezavisim bandama, od kojih se svaka sastojala od proširenih porodičnih jedinica. Komanči 18. stoljeća sastojali su se od 3 glavne grane, ili bande, to su: Yamparika ili 'Jedaći korijenja ' (Root Eaters), Jupe ili Timber People i Kotsoteka ili Buffalo Eaters). Negdje sredinom 19. stoljeća pojavile su se nove bande, zbog njihove agresivnosti slabo poznate, to su: Tenewa or Tenema (Downstream People),  Penateka (Honey Eaters),  Nokoni (Wanderers), i Kwahada (Antelope). Kasnije se ipak spominje 12 priznatih bandi od koji je danas pet praktično izumrlo:
| - Detsanayuka (Nokoni). - Ditsakana (Widyu, Yapa, Yamparika). - Kewatsana. - Kotsai. - Kotsoteka (Kwahari, Kwahadi). - Motsai. - Pagatsu. - Penateka (Penande). - Pohoi (adoptirani Shoshoni). - Tanima (Tenawa, Tenahwit). - Waaih. | - Detsanayuka (Nokoni). - Ditsakana (Widyu, Yapa, Yamparika). - Kewatsana. - Kotsai. - Kotsoteka, - Kwahari (Kwahadi). - Motsai. - Pagatsu. - Penateka (Penande). - Pohoi (adopted Shoshoni). - Tanima, - Tenawa (Tenahwit). - Waaih. | - Hois (timber people), - Jupe (Hupene, Yupini), - Kotsoteka (Caschotethka, Koocheteka, Kotsai) (buffalo eaters), - Kwahada (Kwahadi, Kwahari, Kwaharior, Quahada) (antelopes), - Parkeenaum (water people), - Nokoni (Detsanyuka, Naconee, Nakoni, Nawkoni, Nocony) (people who return), - Pehnahterkuh (wasps), - Penateka (Penande, Penetethka) (honey eaters), - Tahneemuh (Dehaui, Tanima, Tevawish, Yanimna) (liver eaters), - Tenawa (Tahnahwah, Tenahwit) (those who stay downstream), - Widyunuu (Widyu Yapa) (awl people), - Yamparika (Yamparack, Yapparethka) (root eaters). |

Razni autori spominju i bande (prema Sultzmanu): Ditsakana, Frederick Webb Hodge ovu bandu identificira kao Widju ili Yamparika, drži ih za iste; Guage-johe, Hainenaune ili (Hainenaurie) Spominje ih samo indijanski agent Neighbors; Itchitabudah, Spominje ih samo indijanski agent Neighbors. Sultzman im pogrešno navodi ime kao Itchitabudan; Ketahto; Kewatsana; Kwashi; Motsai, Frederick Webb Hodge ih drži za jednu od 12 priznatih bandi; Muvinabore; Nauniem; Nonaum; Pagatsu, Frederick Webb Hodge ih drži za jednu od 12 priznatih bandi; Pohoi (adoptirani Shoshoni); Titchakenah; Waaih, i Yapaor.

## Kratka povijest
Preci Komanča navodno su isprva (u 17. stoljeću) stanovali u području Yellowstona. U svakom slučaju, sigurno je da su se odvojili od Šošona plemena Wind River (Istočni Šošoni ; Eastern Shoshones), no već ih kao vlasnike velikih stada konja nalazimo 1705. u Novom Meksiku, gdje među prvima postaju poznati kao tipično prerijsko pleme. Prodorom u Texas, oni otuda tjeraju Apače, i 1790. i 1840. ulaze u formalnu alijansu s Kajovama (Kiowa) i Šajenima (Cheyennes). 
U kasnija vremena Komanči sudjeluju u potpisivanu više ugovora sa Sjedinjenim Državama. 1865., uglavnom banda Yamparika potpisuje ugovor ' Treaty of the Little Arkansas River’ ( ). Godine 1867. potpisuje se drugi ugovor ' Treaty of Medicine Lodge Creek’, koji potpisuju sve bande osim Kwahada, čije su se poglavice tada nalazile u posjeti Santa Feu. Dok se veličina rezervata (Little Arkansas reservation), iz prvog ugovora, neprekidno smanjivala, prema drugom ugovoru oni trebaju dobiti škole, kuće i ostalo. Tim su ugovorom ušli i u konfederaciju s plemenima Kajova i Kiowa Apache. Ovaj savez ostaje na snazi do 1963., kada su Komanči istupili iz saveza i osnovali svoju vlastitu političku organizaciju 'The Comanche Tribe of Oklahoma’. U tom međuvremenu, između 1901. i 1906. Kiowa-Comanche-Apache Reservation se ukida i zemlja se dijeli pojedincima plemena (160 'akara' po glavi), višak zemlje otvoren je za naseljavanje bijelaca. Posljedica je da su Komanči ostali okruženi bijelim ne-indijanskim stanovništvom. Bivši ratnici, danas su postali vrlo aktivni u anglo-američkoj ekonomiji. Pleme ima prihode iz više nezavisnih resursa, kao što su 'bingo'. Skupa s Kiowa Apache Indijancima posjeduju i 'water park'. 
Komanči susjeluju i u Prvom i Drugom svetskom ratu. Oni postaju pripadnici divizije Forty-fifth "Thunderbird" Division-a, gdje su se služili comanche-jezikom u korištenju radio-vezama, što je njemačkim i korejskim prevodiocima i dešifrantima bilo nemoguće prevesti.

## Život i običaji
Komanči su tipično prerijsko pleme koje je živjelo od lova. Zimi su živjeli od lova na jelena, losa, antilopu i drugu manju divljač. Dolaskom proljeća došli bi i bizoni pa su odlazili u preriju, prateći krda, i postavljali svoja sela u tradicionalne kružne oblike. Od bizona su dobivali odjeću, obuću i oruđe. Meso bizona bio je osnov za izradu pemmicana, koji se na naročit način uz neke biljne dodatke (orasi) konzervirao i čuvao u kožnim vrećicama 'parfleche'. Uz meso pemmican je sadržavao i koštanu srž i masnoće. Svojim kvalitetnim pemmicanom Komanči su trgovali s drugim plemenima, u zamjenu za duhan, med i drugo. U lovu na bizone radije su koristili koplja duga i do 14 stopa (4 metra), nego strijele. Muškarci su nosili kožne pregače i košulje, a žene kožne košulje i duge dekorirane haljine. Zimi bi uz ovu odjeću na sebe oblačili i kožne 'leggingse' (nogavice) i krznene ogrtače. Nesrodno drugim prerijskim plemenima je, što su njihove mokasine bile pođonjene žilavom bizonovom kožom, a i premazivali su ih mastima kako bi postale nepromočive.   Životni stil Komanča je obilježen lovom, ratom i velikom ljubavi prema ženama. Žena je kod njih vezana uz kuhanje, čišćenje, sakupljanje i brigom o svojoj djeci koju uvijek vuku na sebi dok su maleni.   Kako djeca rastu tako starije osobe sve više počnu da brinu o njima, i podučavaju ih na vlastitom iskustvu.  U svojoj starosti oni svakako na taj način stječu prijatelje koji će im zatrebati. Komanči su religiozan narod, ali nemaju mnogo ceremonija tijekom godine. Vizija je najvažnija stvar u njihovom životu, oni je zovu 'puha'.   Puha je zaštitnik koji se javlja izazvana naročitim pripremama kod mladih dječaka. Ona će čuvati njega, obitelj i njegovo oružje. Kod ljudi koji posjeduju izrazito jake puhe' i nauče tajna znanja, 'medicinu', te upoznaju bilje tada oni mogu postati  'medicinemen' (vračevi), to jest šamani.

## Vanjske poveznice
- COMANCHE INDIANS;
- Fierce Warriors of the Southern Plains  Arhivirana inačica izvorne stranice od 25. studenoga 2005. (Wayback Machine);
- Battle of Palo Duro Canyon
- Foto galerija
- Foto galerija